# Nomioides ornatus
Nomioides ornatus är en biart som beskrevs av Pesenko 1983. Nomioides ornatus ingår i släktet Nomioides och familjen vägbin. Inga underarter finns listade i Catalogue of Life.